# مايكل توماس (موسيقي)
مايكل توماس (بالإنجليزية: Michael Thomas)‏ (و. 1981  م) هو موسيقي، وطبال من المملكة المتحدة، وويلز، يستخدم آلات طقم طبول.

## روابط خارجية
- مايكل توماس على موقع ميوزك برينز (الإنجليزية)
- مايكل توماس على موقع ديسكوغز (الإنجليزية)